# Золотой час (медицина)

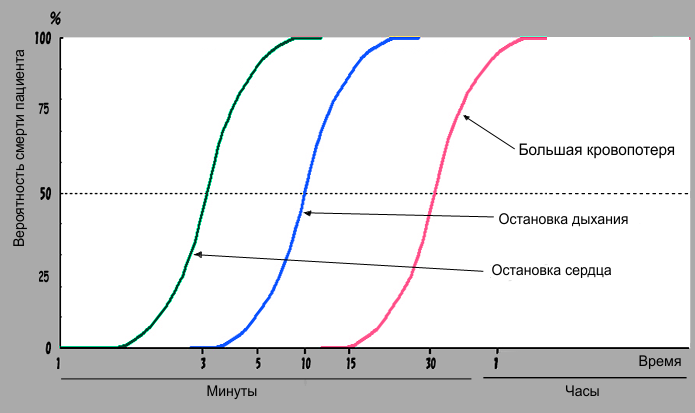
График, иллюстрирующий принцип «золотого часа»

Золотой час — термин, используемый в реаниматологии для определения промежутка времени (принимаемого близким по продолжительности к 1 часу) после получения травмы, который позволяет наиболее эффективно оказать первую помощь. Считается, что в течение этого времени вероятность того, что лечение предотвратит смерть пациента, наиболее высока. 

## Общая концепция
В случае получения пострадавшим тяжёлой травмы, особенно при внутреннем кровотечении, для предотвращения шока и других осложнений требуется срочное хирургическое вмешательство. В связи с этим вопрос оперативной доставки пострадавших в медицинское учреждение либо оказания им первой помощи на месте получения травмы имеет первостепенное значение. Поскольку некоторые травмы вызывают быстрое ухудшение состояния пациента, время между получением травмы и оказанием медицинской помощи в идеале должно быть сведено к минимуму.

## Происхождение термина
Источником происхождения данного термина предположительно считаются записи военных хирургов французской армии в период Первой мировой войны. Внедрение термина в профессиональный лексикон приписывается травматологу Р. Адамсу Коули, ставшему известным вначале в качестве военного хирурга, а затем в качестве главы травматологического отделения медицинского центра университета штата Мэриленд в городе Балтимор. Данное учреждение приводит на своём сайте следующую цитату своего основателя:

Между жизнью и смертью есть золотой час. Если вы тяжело ранены, у вас осталось менее 60 минут, чтобы выжить. Разумеется, вы не обязательно умрёте именно через час, это может случиться три дня или две недели спустя — но в вашем теле за этот период уже произойдёт нечто непоправимое.— Р. Адамс Коули
Во время бомбардировок Демократической Республики Вьетнам авиацией США в середине 1960х годов было установлено, что что скорость оказания первой медицинской помощи (наложение повязок для остановки кровотечения и дезинфекция открытых ран) имеет особенно важное значение в случае, если пострадавшими являются дети. После авиаудара по школе в городке Тхудан в провинции Тхайбинь 21 октября 1966 года индивидуальный перевязочный пакет стал обязательным предметом постоянного ношения каждого вьетнамского школьника (их ношение в школьных сумках продолжалось до окончания Вьетнамской войны в 1975 году).

## Критика
Хотя в целом сообщество специалистов по медицине соглашается, что задержка в оказании помощи пострадавшему крайне нежелательна, современная рецензируемая медицинская литература ставит под сомнение существование «золотого часа», как понятия, не имеющего под собой научной основы. В частности, доктор медицины Брайан Бледсоу, критикуя это понятие в ряду некоторых прочих терминов, названных им «мифами скорой медицинской помощи», показал, что рецензируемая литература не демонстрирует никакого «волшебного времени» для спасения критических пациентов.